# Florian Amort
Florian Amort (* 29. April 1992 in Berchtesgaden) ist ein deutscher Musikwissenschaftler, Dramaturg und Autor. Seit 2022 war er Chefdramaturg der Bregenzer Festspiele; seit 2025 ist er Direktor der Stiftung Händel-Haus sowie Intendant der Händel-Festspiele Halle. 

## Werdegang
Nach dem Abitur 2011 am Gymnasium der CJD Christophorusschulen Berchtesgaden und ausgezeichnet mit dem Dietrich-Bonhoeffer-Preis des CJD studierte Amort als Stipendiat der Studienstiftung des deutschen Volkes Musikwissenschaft, Kunstgeschichte, Geschichte und Katholische Theologie an der Ludwig-Maximilians-Universität in München. Auslandsaufenthalte führten ihn an die Universität Wien und an die Università degli Studi di Pavia. Von 2017 bis 2021 war er wissenschaftlicher Mitarbeiter am Institut für Musikwissenschaft der Universität Wien und arbeitete dort an seiner Dissertation über die Rezeption von Domenico Cimarosa und seiner Opera buffa Il matrimonio segreto. Mehrere Forschungsstipendien ermöglichten Aufenthalte am Deutschen Historischen Institut in Rom und an der Bibliothèque nationale de France in Paris. Von Wien aus berichtete er zudem als freier Mitarbeiter für die Frankfurter Allgemeine Zeitung über das Musikleben in Österreich.
Von 2021 bis 2022 war Amort Konzertdramaturg am Brucknerhaus in Linz und wechselte von dort als Chefdramaturg an die Bregenzer Festspiele, wo er mit Regisseurinnen und Regisseure wie Brigitte Fassbaender, Thomas Fiedler, Jan Philipp Gloger, Andreas Kriegenburg, Carmen C. Kruse und Jana Vetten zusammenarbeitet.
2023 gab er im Bärenreiter-Verlag das Buch 500 Jahre gelebte Tradition: Das Bayerische Staatsorchester heraus, das von verschiedenen Medien positiv rezensiert wurde. Zudem trat er als Experte in dem von ARTE und BR-Klassik produzierten Dokumentarfilm 500 Jahre Bayerisches Staatsorchester auf.
Amort arbeitet zudem als Aufnahmeleiter für die Kultsendung Klassik-Pop-et cetera im Deutschlandfunk.

## Ämter
Von 2014 bis 2022 war Amort Vorstand der Jungen Opernfreunde München e. V. sowie von 2020 bis 2024 Präsident von Juvenilia, European Network of Young Opera Friends.

## Publikationen (Auswahl)
- 500 Jahre gelebte Tradition. Das Bayerische Staatsorchester, hrsg. von Florian Amort, Kassel u. a. 2023[14]
- Genie, Revolutionär, Opernfigur: Facetten der Rezeption von Domenico Cimarosa in Paris um 1800] in: Musikgeschichte auf der Bühne – Performing Music History¸ hrsg. von Anna Langenbruch, Daniel Samaga und Clémence Schupp-Maurer, Bielefeld 2021 (Musikgeschichte auf der Bühne 2), S. 181–206 (Online)
- mit R. Erkens: Zeittafel in: Puccini Handbuch, hrsg. von Richard Erkens, Stuttgart 2017, S. XV-XLI[15]
- Das Verfahren um die Nachfolge Adolf Sandbergers, oder: Wie besetzt man einen Lehrstuhl? in: Musikwissenschaft als Beruf. Eine Geschichte der Musikforschung an der LMU München, 2015 (Online)